# Najran
Najran o Nadjran (àrab: نجران, Najrān) és una ciutat històricament iemenita del sud-oest de l'Aràbia Saudita prop de la frontera amb el Iemen i capital de la província de Najran. La població ha crescut enormement als darrers anys: tenia 47.500 habitants el 1974, i va doblar passant a 90.983 el 1992, fins a arribar als 246.880 al cens del 2004. La població tradicional pertany a la tribu dels Banu Yam.
Situada al mig d'un uadi fèrtil (el uadi Najran) ha estat tradicionalment un centre agrícola (cereals, fruits, llegums), comercial i industrial (cuiro i teles), ja que estava en l'encreuament de dues rutes de caravanes (d'Hadramaut a la Mediterrània per l'Hijaz i de l'Iraq al Iemen).

## Història

### Edat antiga
Najran hauria passat vers el 685 aC als sabeus sota el rei Karibil Watar I. Un rei sabeu posterior, Yithi'amar Bayin, va destruir Ragmat vers el 510 aC. Najran hauria estat sota domini mineu o sabeu en els següents segles. Les ruïnes d'al-Ukhdud, probablement la ciutat central de l'oasi de Najran, corresponen probablement a l'antiga ciutat de Ragmat; aquestes ruïnes són també en territori de l'Aràbia Saudita al sud-est de la moderna ciutat.
L'any 24 o 25 fou una de les ciutats ocupades pels romans d'Eli Gal en la seva expedició a la zona. Eli Gal va utilitzar l'oasi com a base pel seu atac a Marib. A l'inici de l'era cristiana fou un centre comercial pròsper. Najran era probablement el nom de l'oasi que englobava diverses viles i encara no s'havia generalitzat. Els himiarites van conquerir els dominis sabeus al segle iii i probablement llavors es van apoderar de Najran. En algun moment del segle iii els abissinis van enviar un governador de nom «SBQLM» segons les inscripcions i Najran fou una de les zones en què va exercir control. El rei himiarita Ilsharah Yahdib va aconseguir expulsar els abissinis.
El rei làkhmida Imru-l-Qays ibn Amr va atacar Najran abans de l'any 328 (el rei va morir el 328). Després va caure sota influència d'Axum i la població va esdevenir cristiana al segle v, obra del mercader local de nom Hayyan o Hannan que s'havia batejat a al-Hira, al mateix temps que arribaven missioners d'Abissínia i de la Síria romana d'Orient.

### Edat mitjana
El segle vi Najran era el principal centre cristià d'Aràbia del sud amb existència de diverses corrents i predomini del monofisisme.
Vers el 520 el rei (jueu o proper al judaisme) himiarita Dhu-Nuwàs va ocupar Najran i va donar als habitants a escollir entre renunciar a la seva religió o morir; molts habitants van morir en màrtirs. L'Imperi Romà d'Orient va demanar a Axum l'enviament d'ajut a aquestos cristians, i el rei axumita va enviar una expedició amb suport de la flota romana d'Orient. El negus Ella-Asheba va conquerir el Iemen vers el 525 i en va fer una dependència d'Axum. Najran llavors va gaudir del prestigi de ser ciutat de màrtirs i fou objecte de pelegrinatge dels cristians de la península Aràbiga. El monofisisme es va reforçar amb la sang dels màrtirs i amb el culte a les seves despulles. El cap local era llavors al-Harith ibn Kab, sayyid de la vila i de la tribu àrab que la poblava, que va esdevenir conegut a occident com a sant Aretes la festa del qual se celebra el 24 d'octubre. La principal tribu àrab va agafar el nom d'aquest cap, abreujadament Balharith i era segurament un subgrup dels azdites (Azd) com els gassànides (aliats dels romans d'Orient, més al nord). Fou en el segle VI que l'oasi es va omplir d'esglésies i monestirs i especialment la vila de Kabat Najran dedicada als màrtirs i a la que es dirigien el pelegrins, de la qual eren guardians els Banu Abd al-Madan, el principal clan dels Balharits. Najran fou una de les quatre ciutats de l'Orient cristià (les altres foren Axum a Etiòpia, Vagharxapat a Armènia, i Edessa a Osroene).
El 570 els perses van ocupar l'Aràbia del sud i van expulsar els axumites. L'hostilitat persa contra els cristianisme i especialment contra la influència romana d'Orient, la va pagar Najran, però tot i així la situació es va mantenir amb una certa tolerància general. Al segle següent es va originar l'islam que tenia una disposició inicial raonable envers el cristianisme que no es va endurir fins després del 622. El 630 una delegació de Najran va anar a Medina. Després d'algunes discussions el Profeta els va autoritzar a mantenir el seu culte a canvi d'una contribució i del pagament periòdic d'un tribut. Najran va tenir part destacada a la Ridda (vegeu Història del Iemen)
Sota el califa Umar ibn al-Khattab es va decidir que a la península Aràbiga no podien viure cristians i els habitants de Najran foren obligats a emigrar a Mesopotàmia on es van establir a una població que van anomenar al-Nadjraniyya prop de Kufa. O bé alguns van eludir l'ordre o van retornar, però al segle x encara hi havia cristians a Najran. Una part dels balhariths es van fer musulmans i van restar a la ciutat però més tard es van instal·lar a un lloc relativament proper a uns quilòmetres al nord-oest, que esdevingué la Najran musulmana, i que va prosperar notablement. Membre del clan Abd al-Madan era Rayta, la mare del primer califa abbàssida al-Saffah, i això va donar als senyors de Najran certa influència als primers temps del califat abbàssida. El clan va agafar el nom d'al-Akhwal (el pare de Rayta).
Aprofitant la guerra que devastava la regió de Sanà, Ahmad ibn Sulayman, amb el suport de les tribus fidels als xerifians, es va erigir en imam a Najran, Djawf Ibn Nasir i Zahir, amb el títol d'al-Mutawakkil (vers 1138). Va rebre el suport de les tribus d'Hadur, Medhihdj i Khawlan i el 1150 va atacar a l'hamdanita Sultan Hamid. La batalla entre hamdanites i l'imam de Nadjran es va lliurar a Seresa i Sultan Hatim fou derrotat fugint cap a Sanà. A la ciutat els caps locals van decidir reconèixer a l'imam davant el qual es va presentar Sultan Hatim i fou generosament perdonat que li va permetre establir-se a Maudher fins que els membres de les tribus Banu Hamdan es van dispersar; llavors es va traslladar a Zafar on va romandre fins que també les tribus xerifianes de l'imam es van dispersar i llavors va cridar als Banu Hamdan, va reorganitzar les forces i va atacar Sanà. Al-Mutawakkil va sortir de la ciutat i va establir el seu campament a Birash, que va fortificar, i mentre va demanar ajut a les tribus xerifianes, però abans de rebre el seu suport fou derrotat per Sultan Hamid, que va entrar llavors a Sanà mentre l'imam es retirava al país de Djenb. Gran part del Iemen estava dividit en feus tribals. Sultan Hatim llavors va avançar sense ni soldats ni material cap a Dhimar, on estaven reunides les tribus del Djenb que donaven suport a l'imam i es preparaven per atacar Sanà, i aquestes tribus en veure'l actuar tant temeràriament, se li van sotmetre voluntàriament. Així va tornar a Sanà com a triomfador. El 1169, a finals de l'any, l'imam al-Mutawakkil que es mantenia encara a la regió de Zahir, va entrar en guerra contra els xerif kasimita del Zahir, abans el seu aliat. L'imam fou fet presoner i portat al castell d'Anafith. Els fills de l'imam van demanar la intercessió d'Ali ibn Sultan Hatim, el qual va aconseguir l'alliberament de l'empresonat. al-Mutawàkkil es va establir llavors a Hawth i va demanar ajut a Ali contra els kasimites de Zahir, mercès a la qual va poder triomfar sobre aquestos i va retornar a Shibam (1170). Al-Mutawakkil va morir al cap de poc (1170) i els kasimites de Zahir es van sotmetre a Ali el 1172. Just en aquest moments destacaments oghuz i kurds van arribar al país, que es van establir a la zona de Dhemar, i van afavorir la presa del poder per l'aiúbida al-Muàddham Turan-Xah, germà de Saladí) el 1173.

### Edat moderna i contemporània
Després del domini aiúbida i rassúlida, la zona va ser governada per la tribu Banu Yam, que al segle xvi va adoptar les doctrines ismaïlites. Najran fou el centre de l'imamat dels makràmides.
Des de 1924 l'imam del Iemen va voler imposar la sobirania a l'imamat de Najran. L'imam va establir llaços amb caps tribals de la zona de Najran per contrarestar les relacions dels makràmides i Banu Yam amb els saudites. El 1933 després de llargues negociacions sense resultat entre saudites i iemenites sobre l'estatus de Nadjran, l'exèrcit de l'imam Yahya Hamid al-Din, amb 50.000 homes, va ocupar la regió, entrant a Badr, la residència de l'imam. El 45è daï Ali ibn Mushin al Shibam (1913-1936) va fugir a Abha. L'exèrcit iemenita va destruir les cases dels dais i va profanar les tombes dels dais difunts. Això va provocar un aixecament general dirigit pel xeic dels Banu Yam Jabir Abu Sag, pro-saudita, i els iemenites es van haver de retirar. Llavors els saudites (manats pel príncep hereu Saud ibn Abd al-Aziz) van aprofitar per ocupar la regió (primavera del 1934) i la van annexionar. Els fou reconeguda pel Iemen pel tractat de maig de 1934. Ali ibn Mushin va poder tornar i els 145 membres de la família de dais van rebre pensió del govern saudita. El 1939 encara Djamal al-Din Ali ibn Husayn al-Makrami succeïa al seu pare Husam al-Din Ghulam Husayn (1936-1938) com a daï mutlak però aquesta direcció era ja merament honorífica i continua modernament.